# Années 1490
Les années 1490 couvrent la période de 1490 à 1499.

## Événements
- Vers 1490-1573 : époque Sengoku[1]. Période de troubles au Japon ; les guerres locales s’exaspèrent ; ni l’empereur ni le shogun n’ont plus de pouvoir réel. La guerre devient une source de revenu pour les paysans qui se vendent comme mercenaires durant l’été (ashigaru)[2].
- Vers 1490, Zimbabwe : Changamiré Ier tue le Monomotapa Nyahuma. Quatre ou cinq ans plus tard, Chikuyo, fils de Nyahuma, venge son père en tuant Changamiré. C’est le début d’une lutte sans merci que vont se livrer jusqu’à la fin du XVIIe siècle la dynastie des Changamiré et celle des Monomotapa[3].
- 1491 : 
  - mariage du roi Charles VIII de France avec la duchesse Anne de Bretagne. Fin du conflit entre le Duché de Bretagne et le Royaume de France[4].
  - le roi du Congo Nzinga Nkuwu se convertit au christianisme[5].
- Vers 1491-1492 : les cités haoussa de Katsena et de Kano, tributaires du Bornou, sont islamisées par un musulman originaire de Tlemcen, El Maghili[6].
- 1492 : 
  - 2 janvier : fin des guerres de Grenade, dernier épisode de la Reconquista espagnole, par la prise de Grenade[7].
  - 31 mars : décret de l'Alhambra ; expulsion des Juifs d'Espagne (31 juillet)[7].
  - 12 octobre : découverte de l'Amérique[7].
- 1492-1496 : les îles Canaries sont soumises à la couronne de Castille[8].

- 1494 :
  - traité de Tordesillas[9].
  - début des guerres d'Italie[4].

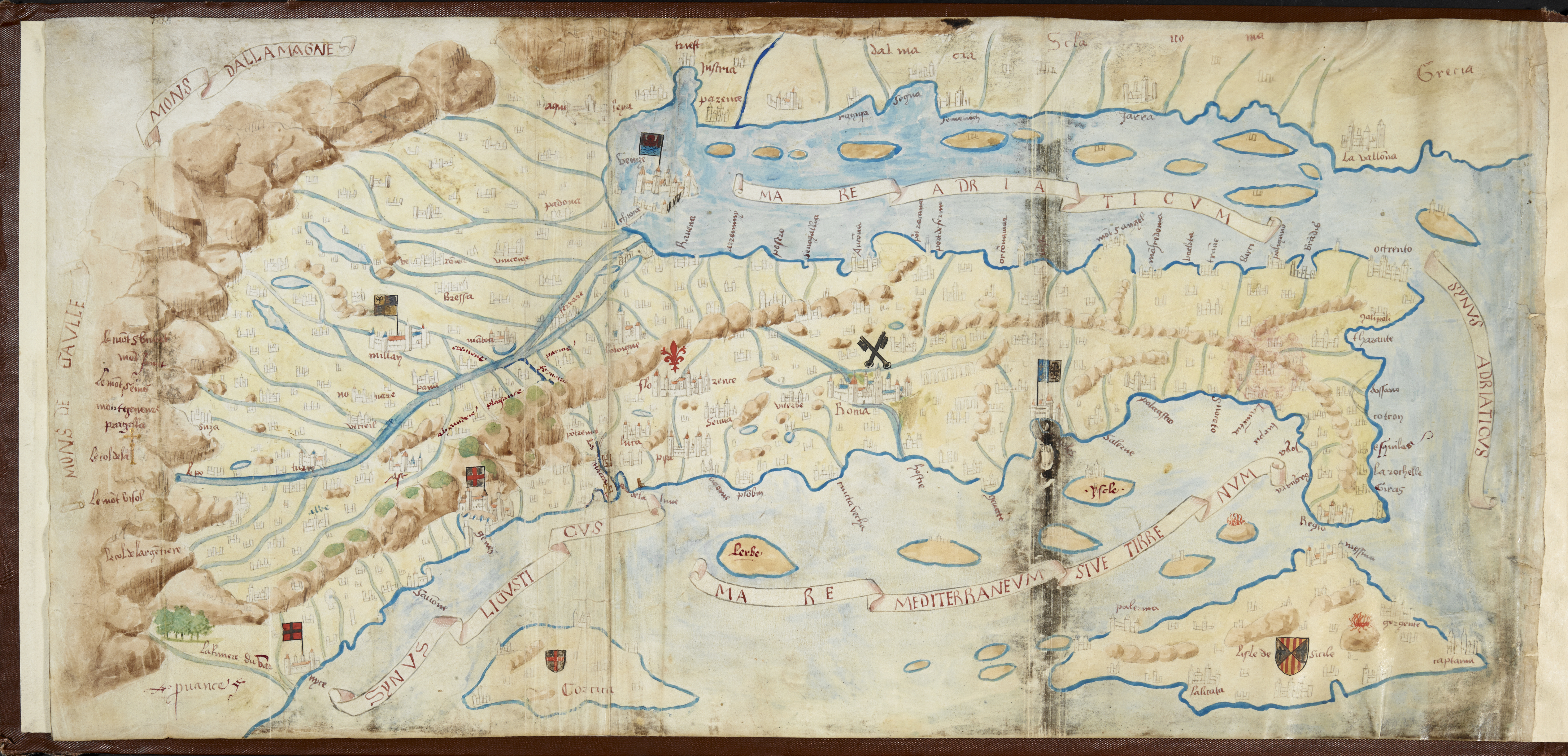
Carte géographique en couleur tirée d'un manuscrit sur vélin anonyme rédigé entre 1495 et 1496, La toutalle Description en abrégé de tout le pays d'Italie.

  - chute des Médicis à Florence. République florentine (1494-1498)[10].
- 1495 : Charles VIII roi de Naples ; ligue de Venise ; bataille de Fornoue[11].
- 1496 : décret d’expulsion ou de conversion forcée des Juifs et des musulmans du Portugal[12].
- 1497-1499 : Vasco de Gama découvre la route des Indes par le Cap de Bonne-Espérance[13].
- 1499 : guerre de Souabe[14].

- L’université de Vienne, déchirée par les querelles entre la scolastique et l’humanisme, est réformée par le surintendant Bernard Preger de Stainz, humaniste soutenu par Maximilien Ier[15].

## Personnalités significatives
- Akbar
- Alexandre VI
- Anne de Bretagne
- Askia Mohammed
- Jean Cabot
- Charles VIII de France
- Christophe Colomb
- Philippe de Commynes
- Francisco Jiménez de Cisneros
- Gonzalve de Cordoue
- Henri VII d'Angleterre
- Huayna Capac
- Isabelle la Catholique
- Ivan III de Russie
- Jean de Danemark
- Louis XII de France
- Lucrèce Borgia
- Ludovic Sforza
- Manuel de Portugal
- Nicolas Machiavel
- Maximilien de Habsbourg
- Jean Pic de la Mirandole
- Philippe le Beau
- Jérôme Savonarole ⋅
- Léonard de Vinci
- Vladislas IV de Bohême

## Décès
- 4 février 1496 : Antonio Pollaiuolo, peintre, sculpteur et graveur italien († 17 janvier 1431),